# پیتر کسول
پیتر کسول (انگلیسی: Peter Caswell؛ زادهٔ ۱۶ ژانویهٔ ۱۹۵۷) بازیکن فوتبال اهل بریتانیا است.
از باشگاه‌هایی که در آن بازی کرده‌است می‌توان به باشگاه فوتبال کریستال پالاس و باشگاه فوتبال کرو آلکساندرا اشاره کرد.